# Simplectomorfisme
En matemàtiques, un simplectomorfisme o mapa simplèctic és un isomorfisme en la categoria de varietats simplèctiques. En la mecànica clàssica, un simplectomorfisme representa una transformació de l'espai de fase que preserva el volum i preserva l'estructura simplèctica de l'espai de fase, i es denomina transformació canònica.

## Definició formal
Un difeomorfisme entre dues varietats simplèctiques {\displaystyle f:(M,\omega )\rightarrow (N,\omega ')} es diu un simplectomorfisme si:{\displaystyle f^{*}\omega '=\omega ,}
on {\displaystyle f^{*}} és el pullback de {\displaystyle f}. Els difeomorfismes simplèctics de {\displaystyle M} a {\displaystyle M} són un (pseudo)grup, anomenat grup de simplectomorfisme (veure a sota)
La versió infinitesimal dels simplectomorfismes dona els camps vectorials simplèctics. Un camp vectorial {\displaystyle X\in \Gamma ^{\infty }(TM)} es diu simplèctic si
{\displaystyle {\mathcal {L}}_{X}\omega =0.}
També, {\displaystyle X} és simplèctic fora del flux {\displaystyle \phi _{t}:M\rightarrow M} de {\displaystyle X} és simplètic per a tots {\displaystyle t}.
Aquests camps vectorials construeixen una subàlgebra de Lie de {\displaystyle \Gamma ^{\infty }(TM)}.
Alguns exemples de simplectomorfismes inclouen les transformacions canòniques de mecànica clàssica i la física teòrica, el flux associat a qualsevol funció hamiltoniana, el mapa sobre els fibrats cotangentsinduïts per qualsevol difeomorfisme de varietats i l'acció complementària d'un element d'un Grup de Lie en una òrbita coadjuvant.

## Fluxos
Qualsevol funció suau en una varietat simplèctica dona lloc, per definició, a un camp vectorial hamiltonià i el conjunt de tots aquests formen una subàlgebra de l'àlgebra de Lie de camps vectorials simplèctics. La integració del flux d'un camp de vector simplèctic és un simplectomorfisme. Atès que els simplectomorfismes preserven la forma simplèctica de 2, per tant, la forma simplèctica del volum, el teorema de Liouville en la mecànica hamiltoniana segueix. Els simptomorfismes que sorgeixen dels camps vectorials hamiltonians es coneixen com a simptomenomorfismes hamiltonians.
Ja que {H, {H, H} = XH(H) = 0,} = XH(H) = 0, el flux d'un camp vectorial hamiltonià també conserva H. En la física, això s'interpreta com la llei de conservació de l'energia.
Si el primer nombre de Betti d'una varietat simplèctica connectada és zero, els camps de vector simplèctic i hamiltonià coincideixen, de manera que coincideixen les nocions d'isotopia hamiltoniana i isotopia simplèctica de simptomenomorfismes.
Es pot demostrar que les equacions per a una geodèsica es poden formular com un flux hamiltonià, vegeu geodèsics com a fluxos hamiltonians.

## El grup de simptomenomorfismes (hamiltonians)
Els simplectomorfismes d'una varietat es converteixen en un pseudogrup dimensional infinit. L'àlgebra de Lie corresponent es compon de camps vectorials simplèctics. Els simplectomorfismes hamiltonians formen un subconjunt, l'àlgebra de la qual està donada pels camps vectorials hamiltonians. Aquest últim és isomorf a l'àlgebra de Lie de funcions suaus sobre la varietat respecte al suport Poisson, mòdul les constants.
El grup de simplectomorfismes hamiltonians de {\displaystyle (M,\omega )} es denota normalment com a {\displaystyle \mathop {\rm {Ham}} (M,\omega )}.
Els grups de difeomorfismes hamiltonians són simples, mitjançant un teorema de Banyaga. Tenen una geometria natural donada per la norma Hofer. El tipus d'homotopia del grup simplectomorfisme per a certes 4-varietats simplèctiques simples, com el producte de les esferes, es pot calcular utilitzant la teoria de les corbes pseudoholomòrfiques de Grómov.

## Comparació amb la geometria riemanniana
A diferència de les varietats riemannianes, les varietats simplèctiques no són molt rígides: el teorema de Darboux mostra que totes les varietats simplèctiques de la mateixa dimensió són localment isomòrfiques. Per contra, les isometries en la geometria de Riemann han de preservar el tensor de curvatura de Riemann, que és, doncs, un invariant local de la varietat riemanniana. A més, cada funció H en una varietat simplèctica defineix un camp vectorial hamiltonià XH, que exposa a un grup d'un paràmetre de difeomorfismes hamiltonians. D'això es dedueix que el grup de simplectomorfismes sempre és molt gran i, en particular, infinitimensional. D'altra banda, el grup d'isometries d'una varietat de Riemann és sempre un grup de Lie (dimensional finit). A més, les varietats riemannianes amb grans grups de simetria són molt especials, i una varietat riemanniana genèrica no té simetries no trivials.

## Quantitzacions
Les representacions dels subgrups finits-dimensionals del grup de simplectomorfismes (després de deformacions d'ions, en general) en els espais de Hilbert es diuen quantitzacions. Quan el grup de Lie és el que defineix un hamiltonià, s'anomena "quantificació per energia". L'operador corresponent de l'àlgebra de Lie a l'àlgebra de Lie d'operadors lineals continus també es denomina a vegades quantificació; aquesta és una manera més comuna d'observar-la en física.

## Conjectura d'Arnold
Una conjectura celebrada de Vladímir Arnold relaciona el nombre mínim de punts fixos per a un simplectomorfisme hamiltonià f en M, en cas que M sigui una varietat tancada, a la teoria de Morse. Més precisament, la conjectura estableix que f té almenys tants punts fixos com el nombre de punts crítics que ha de tenir una funció suau en M (entesa com un cas genèric, funcions Morse, per a això es tracta d'un nombre finit definit que és almenys 2).
Se sap que això passaria de la conjectura d'Arnold-Givental que porta el nom d'Arnold i Alexander Givental, que és una declaració sobre les subvarietats lagrangianes. S'ha demostrat en molts casos per la construcció de l'homologia de Floer simplèctica.